# Maury Bramson
Maury Daniel Bramson (Nova Iorque, 1951) é um matemático estadunidense, especialista em teoria das probabilidades e estatística matemática.

## Formação e carreira
Bramson obteve a graduação em matemática na Universidade da Califórnia em Berkeley. Obteve um mestrado em estatística na Universidade Stanford. Obteve um PhD em 1977 na Universidade Cornell, orientado por Harry Kesten, com a tese Maximal Displacement of Branching Brownian Motion. Bramson foi instrutor no Instituto Courant de Ciências Matemáticas. Foi membro das faculdades de matemática da Universidade de Wisconsin-Madison e da Universidade da Califórnia em Davis antes de ser professor da Universidade de Minnesota. Esteve no Instituto de Estudos Avançados de Princeton no ano acadêmico 1995–1996.
Bramson foi palestrante convidado do Congresso Internacional de Matemáticos em Berlim (1998: State space collapse for queueing networks). Foi eleito fellow da American Mathematical Society na classe de 2015 por "contributions to stochastic processes and their applications." Foi eleito membro da Academia Nacional de Ciências dos Estados Unidos em 2017. É também fellow do Institute of Mathematical Statistics.

## Publicações selecionadas

### Artigos
- Bramson, Maury; Griffeath, David (1979). «Renormalizing the 3-Dimensional Voter Model». The Annals of Probability. 7 (3): 418–432. doi:10.1214/aop/1176995043
- Bramson, Maury; Griffeath, David (1980). «Asymptotics for interacting particle systems onZ D». Zeitschrift für Wahrscheinlichkeitstheorie und Verwandte Gebiete. 53 (2): 183–196. doi:10.1007/BF01013315
- Bramson, Maury; Lebowitz, Joel L. (1988). «Asymptotic Behavior of Densities in Diffusion-Dominated Annihilation Reactions». Physical Review Letters. 61 (21): 2397–2400. Bibcode:1988PhRvL..61.2397B. doi:10.1103/PhysRevLett.61.2397
- Andjel, E. D.; Bramson, M. D.; Liggett, T. M. (1988). «Shocks in the asymmetric exclusion process». Probability Theory and Related Fields. 78 (2): 231–247. doi:10.1007/BF00322020
- Bramson, Maury; Durrett, Rick (1988). «A simple proof of the stability criterion of Gray and Griffeath». Probability Theory and Related Fields. 80 (2): 293–298. doi:10.1007/BF00356107
- Bramson, Maury; Griffeath, David (1989). «Flux and Fixation in Cyclic Particle Systems». The Annals of Probability. 17 (1): 26–45. JSTOR 2244194. doi:10.1214/aop/1176991492
- Bramson, M.; Durrett, R.; Swindle, G. (1989). «Statistical Mechanics of Crabgrass». The Annals of Probability. 17 (2): 444–481. JSTOR 2244276. doi:10.1214/aop/1176991410
- Bramson, Maury; Durrett, Rick; Schonmann, Roberto H. (1991). «The Contact Processes in a Random Environment». The Annals of Probability. 19 (3): 960–983. JSTOR 2244469. doi:10.1214/aop/1176990331
- Lawler, Gregory F.; Bramson, Maury; Griffeath, David (1992). «Internal Diffusion Limited Aggregation». The Annals of Probability. 20 (4): 2117–2140. JSTOR 2244742. doi:10.1214/aop/1176989542
- Bramson, Maury (1994). «Instability of FIFO Queueing Networks». The Annals of Applied Probability. 4 (2): 414–431. doi:10.1214/aoap/1177005066
- Bramson, Maury (1994). «Instability of FIFO Queueing Networks with Quick Service Times». The Annals of Applied Probability. 4 (3): 693–718. doi:10.1214/aoap/1177004967

### Livros
- Bramson, Maury (1983). Convergence of solutions of the Kolmogorov equation to travelling waves. Providence, R.I.: American Mathematical Society. ISBN 9780821822852
- Bramson, Maury; Durrett, Rick Durrett, eds. (1999). Perplexing problems in probability : festschrift in honor of Harry Kesten. Boston: Birkhäuser 2012 pbk reprint
- Bramson, Maury (26 de junho de 2008). Stability of Queueing Networks: École d'Été de Probabilités de Saint-Flour XXXVI-2006. [S.l.]: Springer Science & Business Media. ISBN 978-3-540-68895-2